# Cnodocentron yavapai
Cnodocentron yavapai är en nattsländeart som beskrevs av Dudley Moulton och Stewart 1997. Cnodocentron yavapai ingår i släktet Cnodocentron och familjen Xiphocentronidae. Inga underarter finns listade i Catalogue of Life.